# Piet de Wit (wielrenner)
Piet de Wit (Wormer, 6 maart 1946) is een Nederlands voormalig wielrenner.
De Wit was een succesvolle stayer. Bij de amateurs werd hij tweemaal wereldkampioen, in 1966 en 1967. Hij was prof van 1968 tot 1974. In die tijd werd hij driemaal Nederlands kampioen. Bij de wereldkampioenschappen won hij eenmaal zilver en tweemaal brons. Ook won hij in 1973 samen met Leo Duyndam de zesdaagse van Zürich.
Piet de Wit was jarenlang teammanager van de Nederlandse baanploeg.

## Resultaten in voornaamste wedstrijden
| Jaar | Gent-Wevelgem |
| ---- | ------------- |
| 1968 | 101e          |